# Qilin
Pour les articles homonymes, voir Qilin (homonymie) et Kirin.
Le qilin, k'ilin, kiling ou kirin (chinois : 麒麟, pinyin : qílín, EFEO : k'i-lin ; japonais : 麒麟, kirin ; coréen : 기린, kirin ; vietnamien : kì lân ou kỳ lân) est un animal composite fabuleux issu de la mythologie chinoise possédant plusieurs apparences. Il tient généralement un peu du cerf et du cheval, possède un pelage, des écailles ou les deux, et une paire de cornes semblables aux bois d'un cerf. Créature cosmogonique, symbole d'harmonie et roi des animaux à pelage, il ne réside que dans les endroits paisibles ou au voisinage d’un sage, et en découvrir un est toujours un bon présage.
Parfois représenté avec une corne unique, son nom est souvent traduit par licorne et il est régulièrement confondu avec le xièzhì, dans les langues occidentales.

## Terminologie

Caractères chinois représentant le mot qilin.

Le nom k'i-lin dérive d'une racine signifiant « cervidé ». En mandarin, il est appelé qilin (chinois : 麒麟 ; pinyin : qílín ; EFEO : k'i-lin), en japonais 麒麟 (kirin) et en vietnamien kì lân ou kỳ lân. Il est parfois surnommé « cheval dragon » et familièrement sìbùxiàng (chinois : 四不象 ; EFEO : sseu-pou-siang ; litt. « qui ne ressemble à rien » ou « les quatre dissemblances »). Qi ou k'i est le nom du mâle, lin celui de la femelle, et qilin la combinaison des deux.

## Description

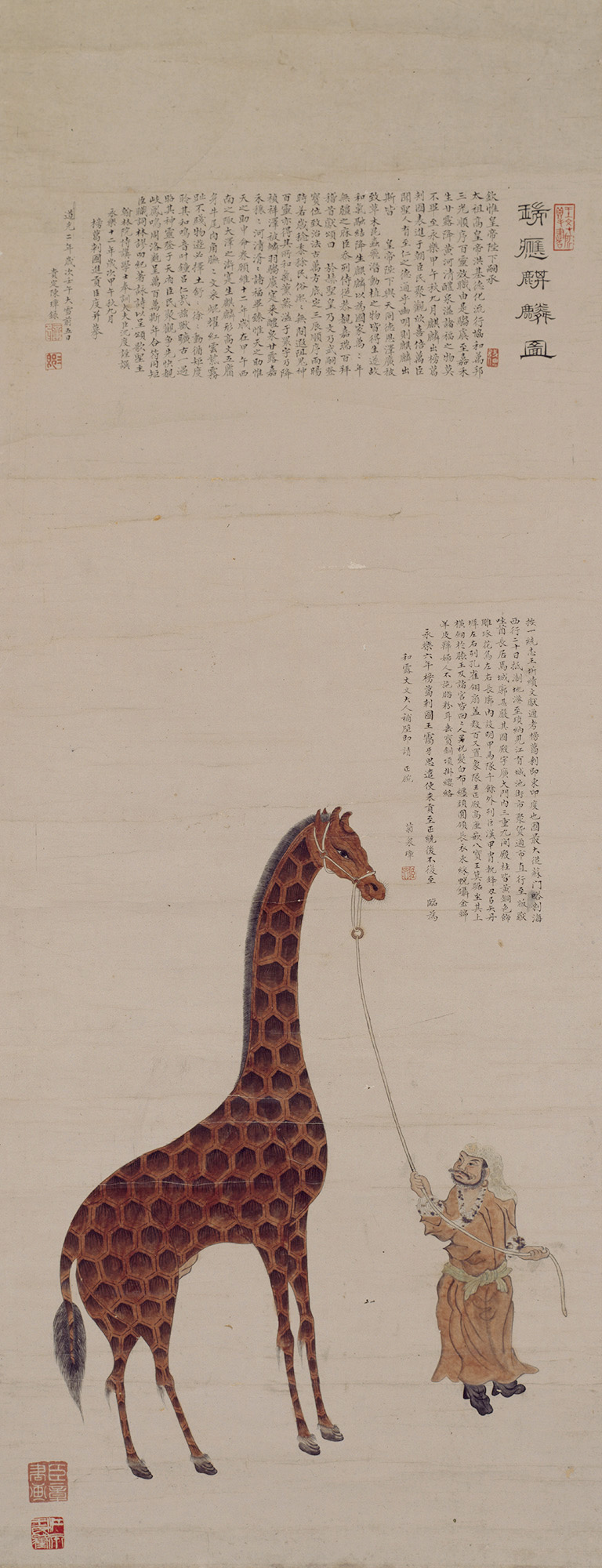
La girafe ramenée par Zheng He en 1414 fut qualifiée de qilin. Peinture de Shen Du, artiste de la cour des Ming.

Selon le Shuowen (说文解字 / 說文解字, Chouo-wen), dictionnaire de la dynastie Han, le qilin est un animal doux et aimable, généralement décrit avec un corps de grand cerf, une queue de bœuf, le front d'un loup et les sabots d'un cheval. Ses yeux et ses moustaches sont par ailleurs semblables à ceux du dragon asiatique. Sa peau aurait porté un pelage de cinq couleurs : jaune, rouge, bleue, blanche et noire, et il mesurait douze coudées de haut. D'autres observateurs le décrivent avec un corps de cheval couvert d'écailles. Sa voix mélodieuse aurait le timbre d'une cloche et rappellerait d'autres instruments de musique.
Il porte au milieu du front une corne charnue, ou deux (notamment sur les sculptures) voire trois, parfois des bois de cerf, ce qui l'éloigne radicalement de la licorne médiévale occidentale : son aspect unicorne n'est pas considéré comme une caractéristique importante. Peut être les mâles étaient-ils seuls à porter des cornes. Duan Yucai (段玉裁, Touan Yu-ts'ai), lettré ayant vécu sous les Qing, précise dans son édition commentée que ses cornes, recouvertes de fourrure ou de chair contrairement à celle du rhinocéros, sont symbole de sagesse et ne sont pas des armes, qu'elles lui permettent de séparer les justes de ceux qui ont quelque chose à se reprocher. En sculpture, le qilin a souvent des sabots fendus ou cinq doigts. D’autres lui prêtent un pelage tacheté et un ventre jaune : cette description est peut-être influencée par l’aspect de la girafe ramenée d’Afrique en 1414 par Zheng He (郑和 / 鄭和, Tch'eng Hö) et accueillie par l’empereur comme un qilin, témoignage de son bon gouvernement.
Le qilin est l’incarnation même de l’harmonie : sa démarche est régulière, il ne fait pas un pas sans avoir regardé auparavant où il va mettre le pied et ne détruit rien sous son sabot, pas même les brins d’herbe,. Il ne traverse que les bons endroits et couche en terrain plat. Végétarien, il ne mange rien qui ne soit parfait, aucun animal ne craint ses traces invisibles mais il est souvent seul et peut marcher sur l'eau comme sur terre. Nommé « bête bienveillante » (仁獸 / 仁兽, jen-cheou) ou « bête auspicieuse » (瑞獸 / 瑞兽, jouei-cheou), on prétend qu’il est l’émanation de Tàisuì (太歲 / 太岁, T'ai-souei), dieu astral associé à Jupiter qui gouverne le destin de l’année, et qu’il peut vivre deux mille ans. Un érudit de l'époque Han dit qu'il est la plus noble des créatures animales, l'emblème du bien parfait, et qu'il peut vivre mille ans.
Selon certains, le cri du mâle présage l’apparition d’un sage, celui de la femelle le retour à la paix. Le cri d’été est favorable à la croissance des enfants, celui d’automne restitue les forces. Malgré son tempérament pacifique, le qilin peut, pour lutter contre le mal, cracher des flammes et rugir d’une voix de tonnerre.
Les anciens érudits chinois s'accordaient à dire que l'espèce des qilins semblait éteinte. D'après eux, ses apparitions se raréfiaient déjà après la période de Confucius, et il était possible que cet animal considérât qu'il y avait trop d'hommes malhonnêtes et de gouvernements pervertis, ou bien peinât à trouver l'harmonie qui lui était nécessaire. Sa figure a néanmoins été adoptée par les bouddhistes, qui l'assimilent au lion gardien et lui font porter les livres de la loi.

## Origine et symbolique

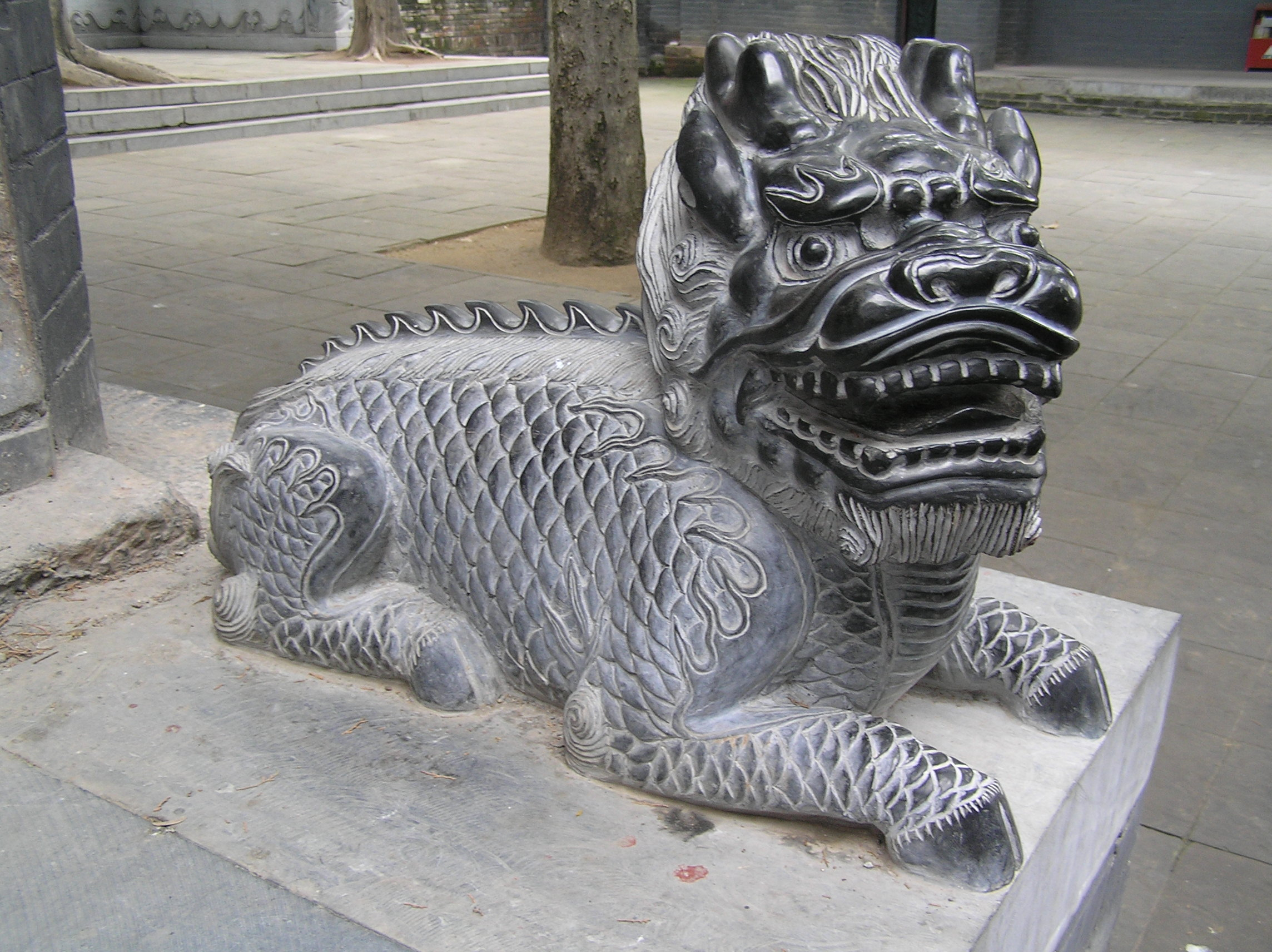
Qilin couché au temple de Shaolin

Selon Francesca Yvonne Caroutch, la plus ancienne apparition d'un qilin en Chine remonterait à 2697 av. J.-C. ; elle est mentionnée dans les Annales de bambou. La créature serait apparue dans le jardin de l'Empereur jaune pour témoigner de son bon gouvernement. Trois siècles plus tard, un couple de qilins se serait de nouveau manifesté dans la capitale de l'empereur Yao.
Selon la tradition chinoise, le qilin serait né de la conjonction de deux étoiles ou d'un croisement entre une vache et un dragon. Comme le dragon et le phénix chinois, le qilin est un animal mythique et composite probablement issu de la haute antiquité, mais son mythe s'est beaucoup moins bien préservé que ceux des deux animaux précédents. Les mythes concernant le qilin semblent avoir des symboliques différentes les unes des autres puisqu'il s'agit à la fois d'un animal cosmogonique, d'un symbole du triomphe de la justice, de la monture du comte des vents (qui chevauchait un qilin noir) et du présage de la naissance de garçons promis à un grand avenir. Par la suite, il est associé à toutes les manifestations bénéfiques : longévité, grandeur, félicité, administration sage, ère de paix et justice bienveillante mais ferme.

### Roi des animaux

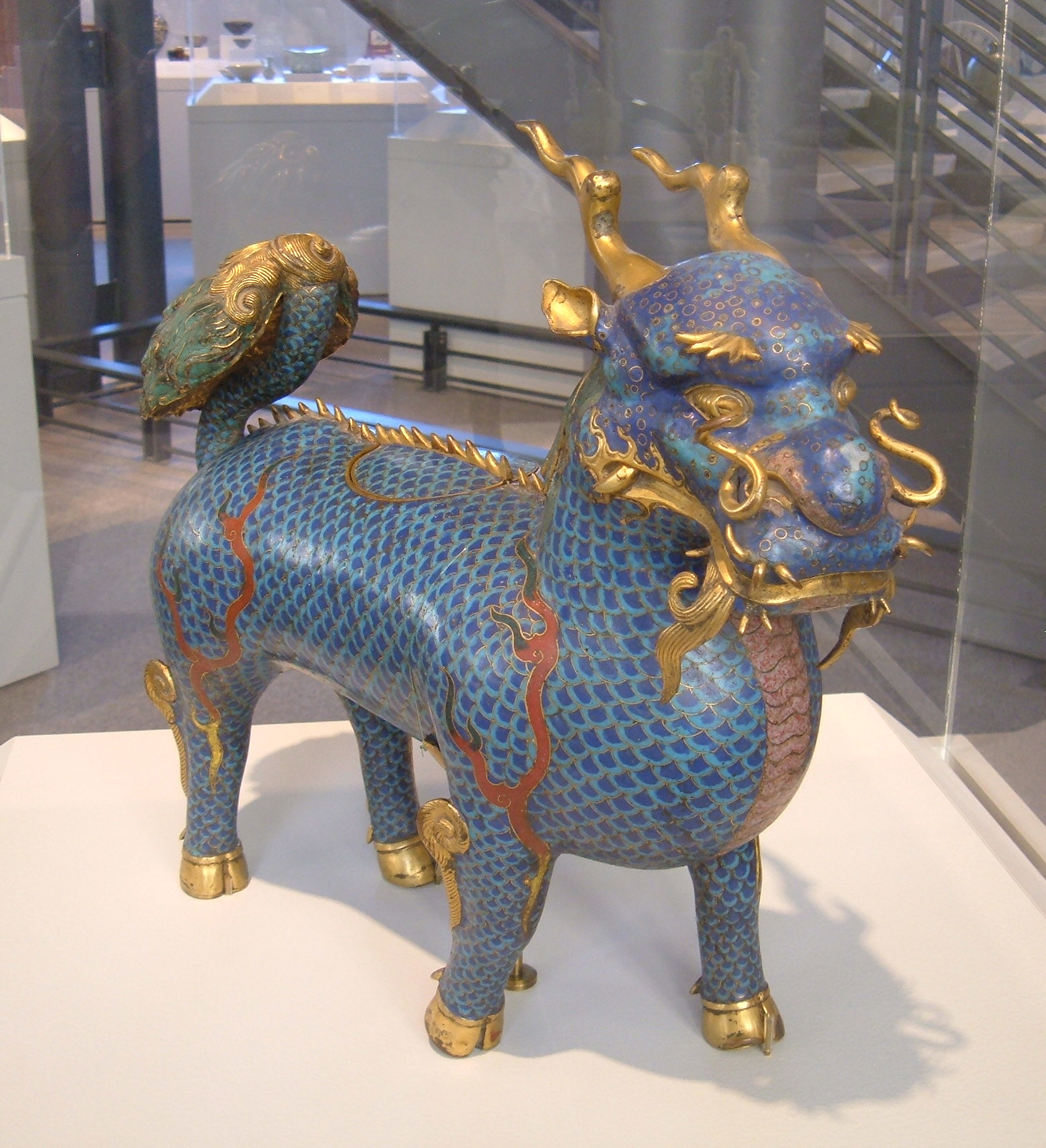
Brûleur d'encens en forme de qilin.

Selon le Livre des rites, les quatre animaux sacrés sont le tigre blanc de l'ouest, le phénix rouge du sud, le dragon vert de l'est et la tortue noire du nord, qui apparurent en même temps que le géant Pangu (盤古 / 盘古, P'an-kou) et l'aidèrent à la création du monde, puis devinrent les animaux souverains du règne animal. Symbolisant le 5e élément, la Terre, le qilin règne sur les animaux à pelage, le phénix sur ceux à plumes, le dragon sur les bêtes à écailles et la tortue sur celles à carapace. Dans le Mencius, il domine les animaux qui marchent alors que le phénix règne sur ceux qui volent. Dans les régions encore infestées de bêtes sauvages, on plaçait sur les autels l’inscription « ici demeure un qilin » (麒麟在此) pour les éloigner.
Les quatre animaux de la tradition taoïste gèrent les quatre énergies (eau, bois, feu, métal) et le qilin gère l'élément Terre, associé à la rate, à l'estomac et au pancréas.[réf. nécessaire]

### Gage de paix et de félicité
Dans la tradition chinoise, le qilin est associé à la sérénité et à l'harmonie : c'est pourquoi l'apparition d'un qilin est un bon signe pour la région, présage d'un bon gouvernement et d'une ère de prospérité sous la conduite d'un sage (sagesse et bon gouvernement étant indissociables dans la pensée chinoise). L’apparition d’un qilin est donc un motif de réjouissances. Un qilin blanc serait apparu durant le règne de Han Wudi, ce qui l'aurait conduit à proclamer une nouvelle ère, celle du « grand commencement » (太始, t'ai-che, 96-93 av. J.-C.). Il fit fondre une nouvelle monnaie d’or appelée « empreinte de qilin » (麟趾金) et bâtir un pavillon du qilin (麒麟閣) dans le palais de Weiyang (未央宮). Le nom des ministres émérites devait y être gravé.
À l'inverse, la disparition d'un qilin est toujours un mauvais signe. Selon les Entretiens familiers de Confucius (孔子家語), tuer de jeunes animaux éloigne le qilin, briser les œufs dans les nids fait disparaitre le phénix, assécher les cours d’eau chasse le dragon.

### Confucius

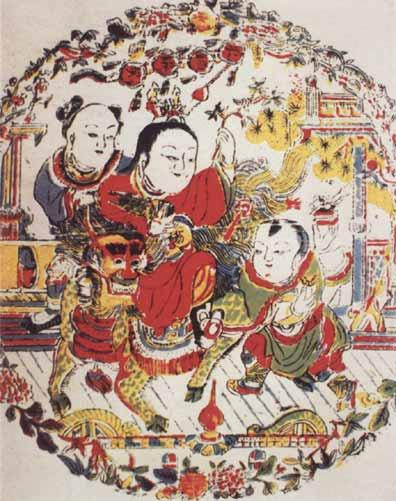
« Le qilin apporte un fils » : image de Nouvel An

La symbolique la plus classique du qilin est celle de la « licorne donneuse d'enfants », dont l'origine semble remonter à la légende dorée de Confucius.
Il en existe plusieurs versions. Selon l'une d'elles, un qilin apparut en rêve à Yan Zhengzai (顏徵在 / 颜征在, Yen Tcheng-tsai), la mère de Confucius, peu avant la conception de ce dernier, et lui remit un livre de jade sorti de sa bouche (麟吐玉書). Selon une autre version, la femme rencontra réellement le qilin et marcha dans ses empreintes de pas, à la suite de quoi son fils fut conçu. Dans une troisième variante, le qilin offre à la mère déjà enceinte une pierre de jade portant une inscription selon laquelle son enfant aura le pouvoir d'un empereur, mais sans son trône. C'est ainsi que naît le philosophe Confucius.
Selon le Zuo Zhuan (Tso Tchouan, -482), seul Confucius est capable de reconnaître un qilin :

« Au printemps, dans une chasse à l'ouest, l'intendant des voitures (...) prit un qilin. Croyant que c'était un animal de mauvais augure, il le donna à l'inspecteur des forêts. Confucius le vit et déclara que c'était un qilin femelle (...) Alors, elle fut recueillie. »

La tradition rapporte que lorsque Confucius travaillait à la rédaction des Annales de Lu vers la fin de ses jours, on annonça qu’un qilin avait été tué par un chasseur à l’ouest de la capitale (ou, selon une autre version, blessé par un conducteur de char). Il comprit alors que le roi Ai n’en avait plus pour longtemps et déclara : « Mon travail est fini. » Les Annales sont parfois appelées Livre du qilin (麟經 ou 麟史) en référence à cette légende. Selon une autre version, le philosophe, repérant sur le qilin le ruban que sa mère avait noué à sa corne lors de sa rencontre avec la créature, longtemps auparavant, y vit une préfiguration de sa propre mort.

### Donneur d'enfants
Le Classique des vers utilise l’expression « trace du qilin » (麟趾) pour désigner les descendants du roi Wen des Zhou et vanter leurs talents. Le qilin était réputé comme présage d'une prestigieuse descendance appelée à devenir illustre, et l'on formait le vœu « que le qilin apporte de nobles fils ». Le thème de la licorne donneuse d’un fils promis à une belle carrière (麒麟送子) était autrefois très populaire : il apparait sur les estampes de Nouvel An ou les décorations de mariage. Un jeune garçon ou un jeune homme tenant parfois un lotus entre les mains, vêtu en aristocrate, y est monté sur un qilin en compagnie de la déesse donneuse d’enfants. Dans le sud de la Chine, des « danses de licorne » avaient lieu pendant la période du Nouvel An. Les femmes désireuses d'avoir un fils devaient toucher la frange représentant sa barbichette.

### Symbole de justice
Le qilin est aussi un symbole de justice ancien, se substituant peut-être à un bélier. Les légendes évoquent sa capacité à séparer de sa corne les innocents des malfaiteurs. L'emblème des justiciers était un cerf à corne unique, peint dans les tribunaux sous la dynastie Han. L'écriture sinographique de ce qilin est toutefois légèrement différente puisqu'il contient la clé de la corne. Quand règne un souverain dont les châtiments sont justes, le qilin naît dans la cour du palais et châtie ceux qui ne sont pas droits. En raison de cette symbolique justicière, les personnes conscientes de ne pas être dans le droit chemin ne gardent jamais de statue de qilin chez elles.

## Représentation

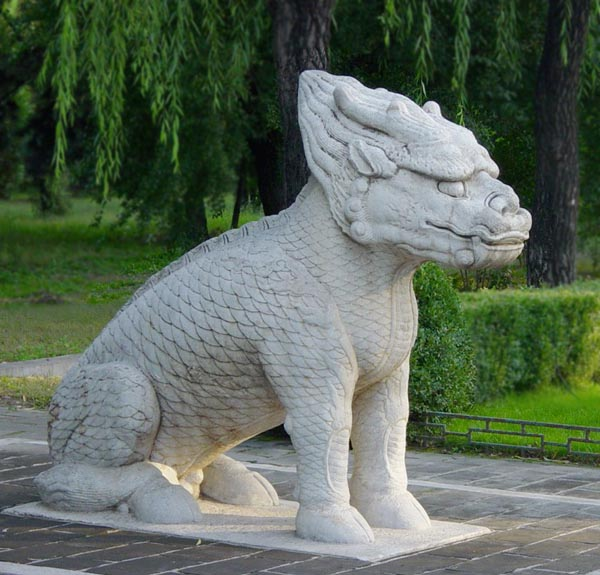
Qilin de style Ming.

Les sculptures de qilin le montrent avec le corps couvert d’écailles avec ou sans fourrure sur certaines parties du corps, des sabots, une queue de bœuf et, contrairement aux descriptions des textes, plus souvent une paire de cornes ou de bois plutôt qu’une corne unique comme celle des licornes occidentales telles que nous les connaissons. Sous les Ming, les cornes (ou la corne unique) sont en général couchées vers l’arrière suivant la crinière traitée à la façon de flammes. Du feu sort parfois de la bouche comme un dragon, ainsi qu’un livre comme dans la légende de Confucius, mais il s’agit ici d’un soutra. Sous les Qing (1644–1911), les cornes se dressent comme celles d’un cerf. La forme unicorne du qilin, quant à elle, a parfois une barbichette et souvent une queue de vache. Les kirins japonais sont très semblables aux qilins chinois des Qing. On trouve souvent les qilins aux abords des temples et des palais ; l’impératrice Wu Zetian (武則天 / 武则天, Wou Tsö-t'ian) en avait placé une sur la tombe de sa mère. Sous les Qing, le costume des fonctionnaires militaires de premier grade portait le qilin sur les manches. Les « animaux saluant la licorne » était un motif de broderie prisé pour les jupes des dames de la haute société.

## Dans la culture

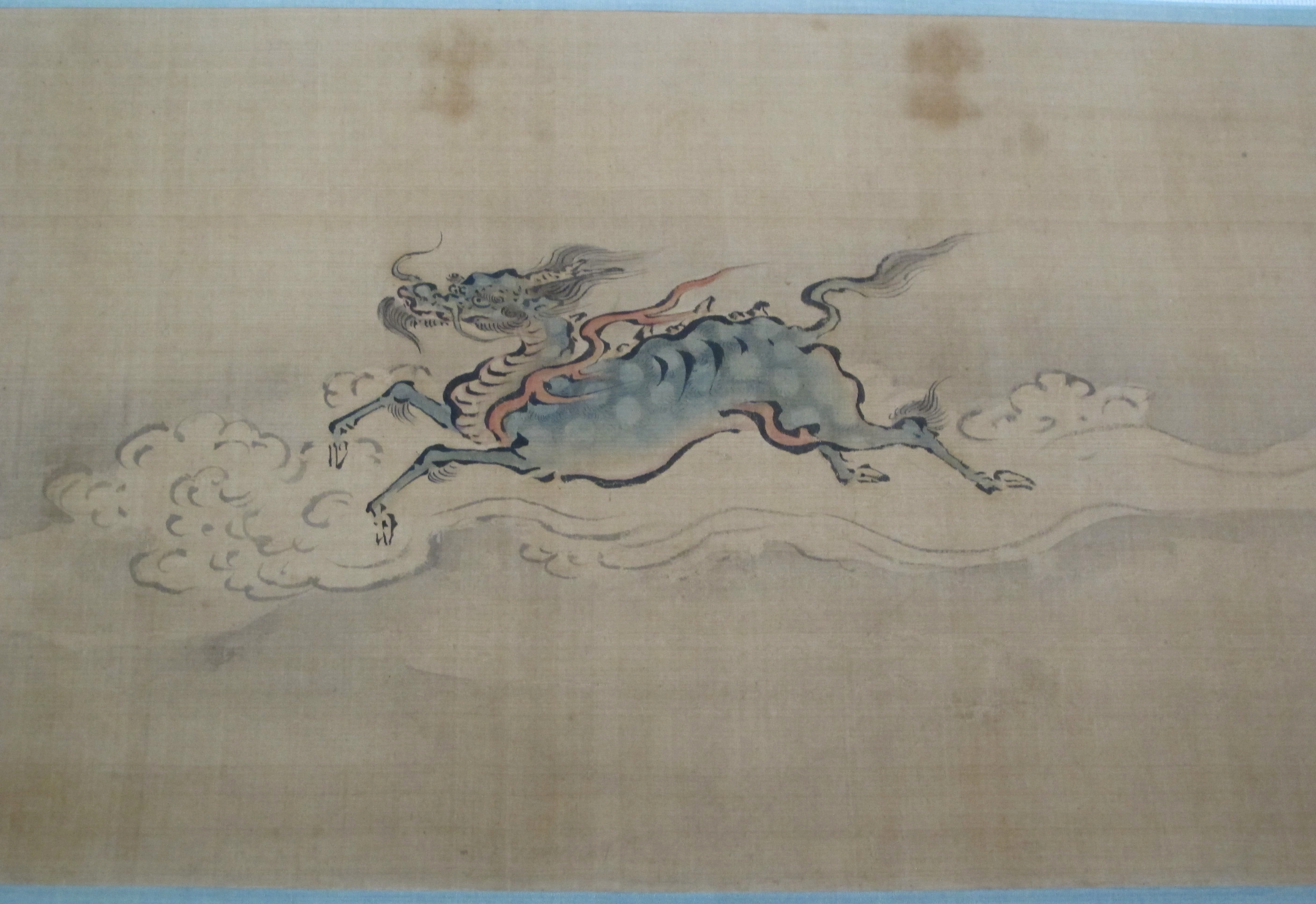
Représentation d'un kirin par Kanō Tan'yū.

Le kirin est bien connu de la culture japonaise, où il porte parfois le nom de 一角獣 (ikkakujū), contraction de 一 (ichi, « un »), 角 (kaku, « corne ») et 獣 (jū, « bête »), c'est-à-dire littéralement « bête à une corne ». Des personnages de dessin animé s'en inspirent, comme le kirin de Pet Shop of Horrors (en), les kirins des Douze Royaumes, X le robot biomécanique du héros Teppei dans le manga B't X de Masami Kurumada, ou encore le « dieu-cerf » シシ神 (Shishi-gami) du film Princesse Mononoké de Hayao Miyazaki[réf. souhaitée].
Kirin est aussi le nom japonais de la girafe, lointain souvenir de l'expédition de Zheng He, et celui de l'une des quatre plus grandes marques de bière japonaises, la Kirin Brewery Company, à laquelle il sert de logo.
Le dieu des Pokémon Arceus serait inspiré du kirin pour son aspect physique. Il en va de même pour Girafarig, appelé en japonais キリンリキ (kirinriki).
Dans la série de jeux vidéo de rôle Golden Sun, le kirin est une invocation nécessitant deux djinns de Mars, il y est représenté comme une chèvre-dragon de feu portant une enfant armé d'une lance sur son dos
Dans Naruto, Sasuke Uchiha utilise une technique nommée kirin, une technique utilisant la foudre et représentant la créature mythique du même nom.
Dans le manga Satan 666 de Seishi Kishimoto, un des personnages s’appelle kirin.
Dans la série de jeux vidéo Monster Hunter , le kirin est un dragon ancien en forme de licorne qui utilise la foudre.
Dans la série de jeux vidéo Final Fantasy XIV, le kirin est une monture flamboyante dont la forme respecte les caractéristiques issues de la mythologie chinoise.
Plusieurs Yokai kirin apparaissent dans Yo-kai Watch.
Dans la franchise Digimon, Chirinmon est un Kirin.
Dans le film Les Animaux fantastiques : Les Secrets de Dumbledore, Le Qilin est un genre de cervidé habitant les forêts chinoises ayant la capacité de choisir parmi les candidats au poste de Manitou Suprême de la Confédération Internationale des Sorciers celui ayant le coeur le plus pur.
Dans le jeu vidéo chinois Genshin Impact, Ganyu (chinois : 甘雨, pinyin : gānyǔ, litt. « Douce pluie ») est décrite comme ayant du sang de qilin coulant dans ses veines. Le nom de son thème musical Qilin's Prance (chinois : 麟躍幽岩, chinois simplifié : 麟跃幽岩, pinyin : línyuèyōuyán) fait aussi référence à la créature mythique[réf. nécessaire].
Très récemment, dans le manga One Piece, un chevalier divin, Saint Limoshiv Killingham, possède le Ryu Ryu no Mi, modèle Kirin.

## Supposée découverte
En décembre 2012, la Corée du Nord affirme avoir découvert la tanière d'un kirin, appelée Kiringul, près du temple Yongmyong à Pyongyang. Dans un premier temps présenté comme une licorne par la presse occidentale à cause d'une erreur de traduction, il s'agirait en fait du kirin qu'aurait chevauché le roi légendaire Tongmyong. Ces déclarations sont analysées en Occident comme une opération de propagande menée afin de légitimer la dictature nord-coréenne en revendiquant Pyongyang comme capitale de l'ancien empire de Corée.